# Pekka Tukia
Pekka Tukia é um matemático finlandês, que trabalha com grupo kleiniano.
Tukia obteve um doutorado em 1972 na Universidade de Helsinque, orientado por Kaarlo Virtanen, com a tese On Discrete Groups of the Unit Disk and their Isomorphisms. É professor da Universidade de Helsinque.
Foi palestrante no Congresso Europeu de Matemática em 1992 em Paris (Generalizations of Fuchsian and Kleinian groups). Foi palestrante convidado do Congresso Internacional de Matemáticos em Zurique (1994: A survey of Möbius groups).

## Publicações selecionadas
- On two dimensional quasiconformal groups, Ann. Acad. Sci. Fennica, Ser. A, Volume 5, 1980, p. 73–78
- A quasiconformal group not isomorphic to the Möbius group, Ann. Acad. Sci. Fennica, Ser. A, Volume 6, 1981, p. 149–160
- The Hausdorff dimension of the limit set of a geometrically finite Kleinian groups, Acta Mathematica, Volume 152, 1984, p. 127–140
- On limit sets of geometrically finite Kleinian groups, Mathematica Scandinavica, Volume 57, 1985, p. 29–43, Online
- Differentiability and rigidity of Möbius groups, Inventiones Mathematicae, Volume 82, 1985, p. 557–578
- Quasiconformal extension of quasisymmetric mappings compatible with a Möbius group, Acta Mathematica, Volume 154, 1985, p. 153–193
- On isomorphisms of geometrically finite Kleinian groups, Pub. Math. IHES, Volume 61, 1985, p. 171–214
- On quasiconformal groups, J. Anal. Math., Volume 46, 1986, p. 318–346
- A rigidity theorem for Möbius groups, Inventiones Mathematicae, Volume 97, 1989, p. 405–431
- The Hausdorff dimension of quasiconformal mappings, Mathematica Scandinavica, Volume 65, 1989, p. 152–160
- Mostow rigidity and non compact hyperbolic manifolds,  Quart. J. Math., Oxford, Volume 42, 1991, p. 219–226
- Convergence groups and Gromov's metric hyperbolic spaces. In: New Zealand Journal of Mathematics, Volume 23, 1994, p. 157–187
- Teichmüller sequences on trajectories invariant under a Kleinian group, Journal d'Analyse Mathématique, Volume 99, 2006, p. 35–87
- Limits of Teichmüller maps, Journal d'Analyse Mathematique, Volume 125, 2015, p. 71–111
- mit James W. Anderson, Kurt  Falk: Conformal measures associated to ends of hyperbolic n-manifolds, Quarterly Journal of Mathematics, Volume 58, 2007, p. 1–15, Arxiv